# Hermann Schulz
Pour les articles homonymes, voir Schulz.
Hermann Schulz, né le 14 décembre 1961 à Dresde (Saxe, Allemagne de l'Est), est un patineur artistique est-allemand, champion d'Allemagne de l'Est en 1981.

## Biographie

### Carrière sportive
Hermann Schulz représente le club de sa ville natale ( SC Einheit Dresden) et est entraîné par Ingrid Lehmann. Il est champion d'Allemagne de l'Est en 1981. Ses rivaux nationaux principaux sont Jan Hoffmann, Mario Liebers et Falko Kirsten.
Il représente son pays à quatre championnats européens (1975 à Copenhague alors qu'il n'a que 13 ans, 1979 à Zagreb, 1980 à Göteborg et 1981 à Innsbruck), deux mondiaux (1979 à Vienne et 1980 à Dortmund) et aux Jeux olympiques d'hiver de 1980 à Lake Placid.
Il arrête les compétitions sportives après les mondiaux de 1981 à l'âge de 19 ans, en raisons de blessures.

### Reconversion
Hermann Schulz travaille comme interniste au centre de dialyse de Döbeln en Saxe.
Il est aussi juge international de patinage artistique.

## Palmarès
| Compétition                       | 1975    | 1976    | 1977    | 1978    | 1979    | 1980    | 1981    |  |  |  |  |  |  |  |
| Jeux olympiques d'hiver           |         |         |         |         |         | 11e     |         |  |  |  |  |  |  |  |
| Championnats du monde             |         |         |         |         | 12e     | 10e     |         |  |  |  |  |  |  |  |
| Championnats d’Europe             | 8e      |         |         |         | 7e      | 5e      | 4e      |  |  |  |  |  |  |  |
| Championnats d'Allemagne de l'Est | 2e      |         |         |         | 3e      | 3e      | 1er     |  |  |  |  |  |  |  |
|                                   |         |         |         |         |         |         |         |  |  |  |  |  |  |  |
| Autres Compétitions               | 1974/75 | 1975/76 | 1976/77 | 1977/78 | 1978/79 | 1979/80 | 1980/81 |  |  |  |  |  |  |  |
| Moscou Skate                      | 6e      |         |         |         |         |         |         |  |  |  |  |  |  |  |
|                                   |         |         |         |         |         |         |         |  |  |  |  |  |  |  |